# Nikolaj Rozantsev
Nikolaj Rozantsev (russisk: Николай Васильевич Розанцев) (født 29. marts 1922, død 24. januar 1980 i Sovjetunionen) var en sovjetisk filminstruktør og manuskriptforfatter.

## Filmografi
- Med livet som indsats (В твоих руках жизнь, 1958)[1][2]
- Jesjjo ne vetjer (Ещё не вечер, 1974)